# Версальський палац
Версальський палац або Версаль (фр. Château de Versailles, [vɛʁˈsɑj] чи [vɛʁˈsaj], Версай) — палац у Версалі, колишня резиденція французьких королів.
Побудований в стилі класицизму у 1661–1710 рр. на місці замку Луї ХІІІ (фактично увібравши Старий замок) Новий замок (фр. Château Neuf) разом з величезними Версальськими садами, Великим та Малим Тріанонами, Селом королеви складають єдиний палацово-парковий комплекс.
Над будівництвом всього комплексу разом із садами працювали найкращі французькі архітектори свого часу — Луї Лево, Андре Ленотр, Франсуа д'Орбе, Жуль Ардуен-Мансар, Ґабріель та ін. Внутрішнє переоформлення та перебудови внутрішніх покоїв Версальського палацу відбувались практично весь час, поки він був головною резиденцією — з 6 травня 1682 р. до 6 жовтня 1789 р.: за королів Луї XIV, Луї XV та Луї XVI.
Ансамбль Версаля фактично став вираженням ідей абсолютної монархії, коли двір короля став єдиним центром життя королівства, а король практично його не полишав. Ідея порядку, єдності та централізованої системи вираженої завдяки чіткому та величному класичному стилю мали бути протиставлені небезпекам феодальної вольниці. До палацу, як до короля — центру держави, мали сходитись всі головні магістралі нового міста і всі головні алеї парку.
Одночасно палацовий комплекс мав символізувати могутність, велич та багатство нової Франції епохи абсолютної монархії. Три проспекти, що ведуть до замку мали бути не тільки завершенням палацової перспективи, але й продемонструвати досягнення у розвитку транспортної системи королівства. Дзеркальна галерея мала втілити не тільки нові художні рішення або підкреслити велич короля, але й показати високі досягнення скляної промисловості королівства. А велика кількість фонтанів Версальського саду мала продемонструвати високі технічні, особливо у важливій для тогочасної економіки гідравліці, досягнення.
На сьогодні комплекс Версальського замку включений до списку Світової спадщини ЮНЕСКО.

## Історія замку

### Рання історія
Перша згадка про Версаль зафіксована за 1038 роком у хартії абатства Сен-Пер-де-Шартр. Серед підписантів хартії був Гуго Версалець. У Х столітті територія, на якій пізніше розташувалось невеличке село та замок, розорана а поблизу побудована прирська церква Сен-Жульєн. 1429 року два сеньйора — Гі та П'єр де Версаль згадуються у зв'язку із Жанною д'Арк. П'єр знаходився у Буржі під час розгляду її справи, а Гі, турський каноник, брав участь у самому процесі. В кінці Сторічної війни село було зруйноване та розграбоване, замок завалився. Його відновлення пов'язане з родиною Соїзі, яка перебудувала замок.

### Затрати на будівництво
Всі рахунки, пов'язані з будівництвом палацу, збереглися до нашого часу. Сума, що враховує всі витрати, становить 25 725 836 ліврів (1 лівр відповідав 409 г срібла), що в загальному рахунку становило 10 500 тонн срібла або 456 мільйонів гульденів по 243 г срібла. Перерахунок на сучасну вартість практично неможливий. Виходячи з ціни на срібло в 250 євро за кг, побудова палацу поглинула 2,6 мільярда євро. Виходячи з купівельної спроможності тодішнього гульдена як 80 євро, будівництво обійшлося в 37 мільярдів євро. Ставлячи витрати на побудову палацу у співвідношення з державним бюджетом Франції в XVII столітті, виходить сучасна сума в 259 560 000 000 євро. Ці витрати розподілилися на 50 років, протягом яких йшло будівництво Версальського палацу, завершеного в 1710 році.

## Композиція палацу

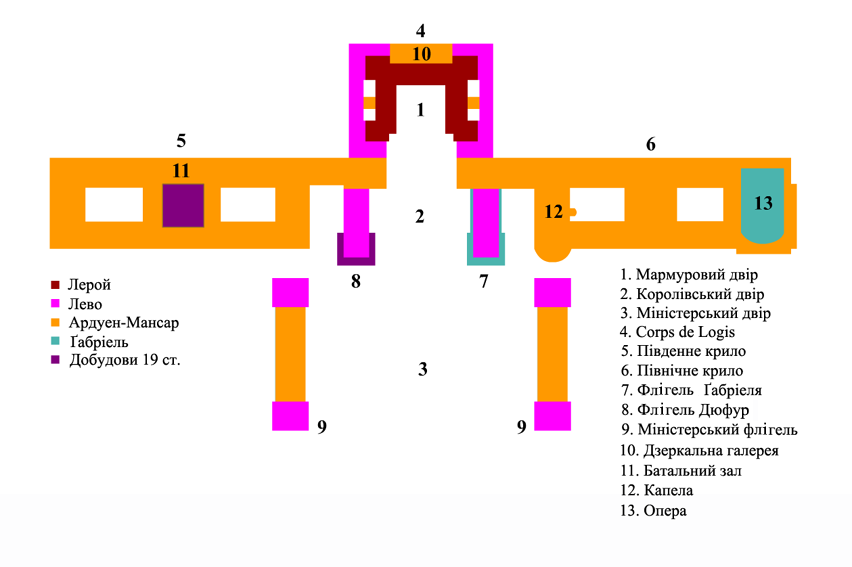
План Версальського палацу

Джерелом натхнення у архітекторів Версальського палацу, особливо, у створенні фасадів (особливо західного, флігелів та Тріанонів) був італійський стиль, т.зв. Великий ордер, який наповнився французьким звучанням. Наприклад, Лебрен створив т.зв. «французький ордер», особливістю якого було прикрашення капітелей колон емблемами короля Людовика XIV — лілією та сонцем. Архітектура фасадів має чіткий репрезентативний характер, маскуючи призначення різних частин будівлі, їх господарське або житлове призначення. Довжина садового фасаду дорівнювала 500 метрів, що стало ознакою гігантоманії в побудові як палацу, так і парку в Версалі.
Перед головним фасадом замку знаходиться Плас д'Арм або Площа Зброї, від якої розходяться три спроєктовані Ленотром проспекти, що названі на честь трьох головних резиденцій-міст Короля-Сонце — Паризький, Сен-Клу та Ско, будівництво яких було надихнуте римським міським плануванням. Ці проспекти продовжуючи перспективу палацового комплексу одночасно сходяться до нього, чим відрізняються від римських, що розходяться від площі дель Пополо. Проспекти утворюють між собою кут в 30°.
Між проспектами Мансар у 1679–1686 рр. побудував Великі та Малі королівські стайні. Тепер у Великих стайнях розташований Музей карет заснований королем Луї-Філіппом. Він викупив велику кількість екіпажів, що мали велику історичну цінність спеціально для нього. Серед них є найціннішими: карети, які належали двору Наполеона — наприклад, 7 весільних берлінів, збудованих спеціально для весілля імператора та Марії-Луїзи у 1810 р., коронаційна карета Карла Х, збудована архітетором Персьє для Людовика XVIII, але так ним і не використана.
За Плас-д'Арм починаються палацові двори. Першим з них є Почесний двір (фр. Cour d'Honneur), по боках якого знаходяться Міністерські флігелі побудовані у 1671–1679 рр. за проєктом Ардуен-Мансара. Вхід до Почесного двору прикрашає кована ажурна огорожа на воротох якої зображено королівський герб, а на флангах стоять скульптурні групи «Перемоги короля над Імперією і Іспанією» та «Мир і Достаток». Після Почесного йде Королівський двір, який починається між флігелями Габріеля та Дюфура. До Великої французької революції між двома цими дворами існувала огорожа, яку було зненсено, а на її місці у 1837 р. було встановлено відому кінну статую Людовика XIV. В'їжджати до Королівського двору мали право лише принци крові та інші особи, яким були надані т.зв. «Почесті Лувру» (фр. honneurs du Louvre). А за Королівським двором, на підвищенні з 5 сходинок, знаходиться Мармуровий двір, який отримав свою назву через те, що його підлога вимощена мармуром. На цей двір виходять вікна королівських покоїв, а сам він зберігся від замку Людовика ХІІІ.
Раніше з першого поверху на бельетаж двоє параднів сходів — Сходи послів (які вели у Великі королівські апартаменти) та Мармурові сходи (ведуть до Великих покоїв королеви). Посольські сходи були зруйновані у 1752 р. за наказом Людовика XV і єдиними сходами, що вели до парадними покоїв залишились Сходи королеви або Мармурові сходи.
Внутрішнє планування замку концентрувалось навколо королівської родини, чиї покої знаходились у центрі палацу, в т.зв. Старому замку. Чим далі знаходились інші покої від королівських покоїв, тим менш престижними вони були. У великих крилах жили придворні.

Основні апартаменти знаходяться парадному (другому) поверсі. Всі зали та кімнати підкорені анфіладному плануванню внутрішнього розташування апартаментів, навіть королівські покої підпорядковані йому.

## Великі апартаменти короля
Великі апартаменти короля та королеви з'явились у результаті перебудови Замку Людовика ХІІІ займаючи саме центральну частину палацу на бельетажі. В цьому архітектор Луї Лє Во слідував за італійськими впливами XVI–XVII ст. Вони будувались з 1671 по 1681.
Лє Во використав ідею інфаладного розташування семи залів сюжетно та за назвою пов'язаних із планетами та античними божествами, яких символізували відповідні планети. Це була геліоцентрична система, що зосереджувалась навколо Салону Аполлона, який спочатку мав бути спальнею короля. Андре Філіб'єн писав у 1674:
|  | Подібно до того, як емблемою Короля було вибрано Сонце, сім планет склали сюжет полотен, що прикрашають всі кімнати цих покоїв. |

Зали мали такі назви:
1. Салон Діани
2. Салон Марса
3. Салон Меркурія
4. Салон Аполлона
5. Салон Юпітера
6. Салон Сатурна
7. Салон Венери

Хоча Великі апартаменти призначались спочатку для щоденного використання, але швидко стали лише парадними залами де проводились різноманітні церемонії та прийоми.
Кімнати були прикрашені за проєктом Шарля Лебрена і, також, мали чітко виражений італійський вплив (Лебрен вчився у відомого тосканського художника П'єтро да Кортона, чий декоративний стиль у Палаццо Пітті він використав для прикрашення Версалю). Стиль «quadratura» у розписі стель нагадує Cortones dei planeti у Палаццо Пітті, але декоративна схема використана Лебрюном складніша. У своєму описі 1674 р. Філіб'єн описав сцени зображені в камеях стель залів, як аллегорії, що зображують «героїчні діяння короля». Відповідно кожне відмічене діяння Августа, Александра Македонського або Кира мали символізувати схожі діяння короля Людовика XIV. Наприклад, розпис у камеї салону Аполлона, що зображує «Який будує Мізенський порт» відсилає до будівництва порту в Ла-Рошелі, а інший розпис, що знаходиться у південній камеї салону Меркурія і який зображує «Птоломея ІІ Філадельфа у його бібліотеці» є алегорією до збільшення Королівської бібліотеки. Для Великих апартаментів були створені срібні меблі, які за наказом Людовиком XIV були розплавлені у 1689, щоб покрити витрати на Війну Агсбургської Ліги.
Первісний план Великих апартаментів короля, створений Лево, проіснував недовго. Їх конфігурація була змінена з початком другої кампанії з будівництва палацу у 1678, коли для побудови Дзеркальної галереї було знищено терасу та салони Юпітера, Сатурна та Венера. Обстановку салону Юпітера багаторазово використовували для прикрашення Зали караулу королеви, а обстановку першого салону Венери використали для оформлення того салону Венери, що можна побачити сьогодні.
З 1678 у Великих апартаментах почали тричі на тиждень проводитись відомі «Вечори у покоях» (фр. les soirées de l’appartement). Для них кожна кімната отримала своє призначення:
- Салон Венери — для розставлення їжі;
- Салон Діани — служив кімнатою для гри у більярд;
- Салон Марса — використовувався як бальна зала;
- Салон Меркурія — для гри у карти;
- Салон Аполлона — як музична кімната.

Цих п'ять салонів залишались основої Великих апартаментів короля, поки у XVIII ст. не було додано салон Достатку та салон Геркулеса.

### Салон Геркулеса
Розміри:
висота — 13,85 м

ширина — 11,57 м

довжина — 18,32 м

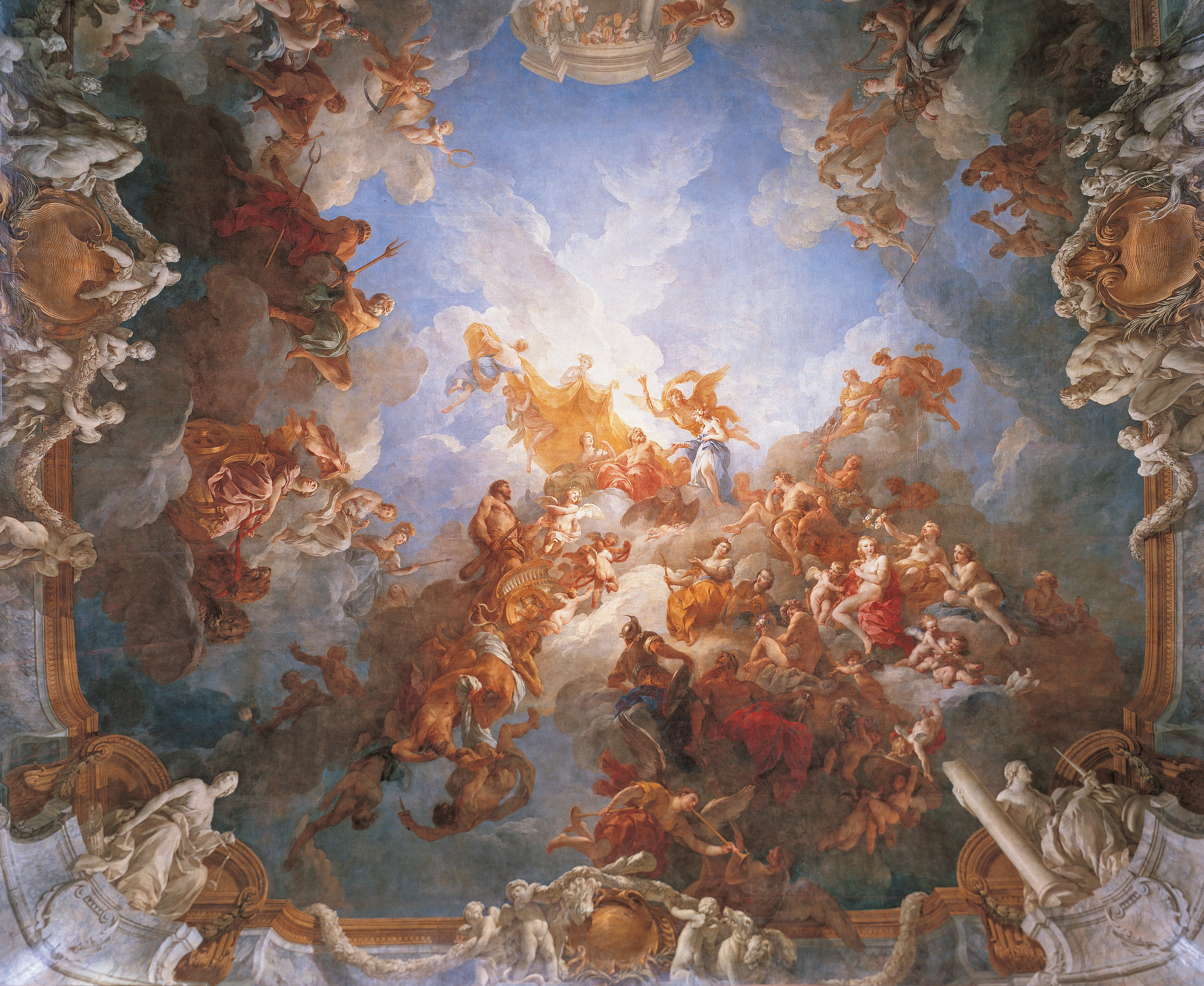

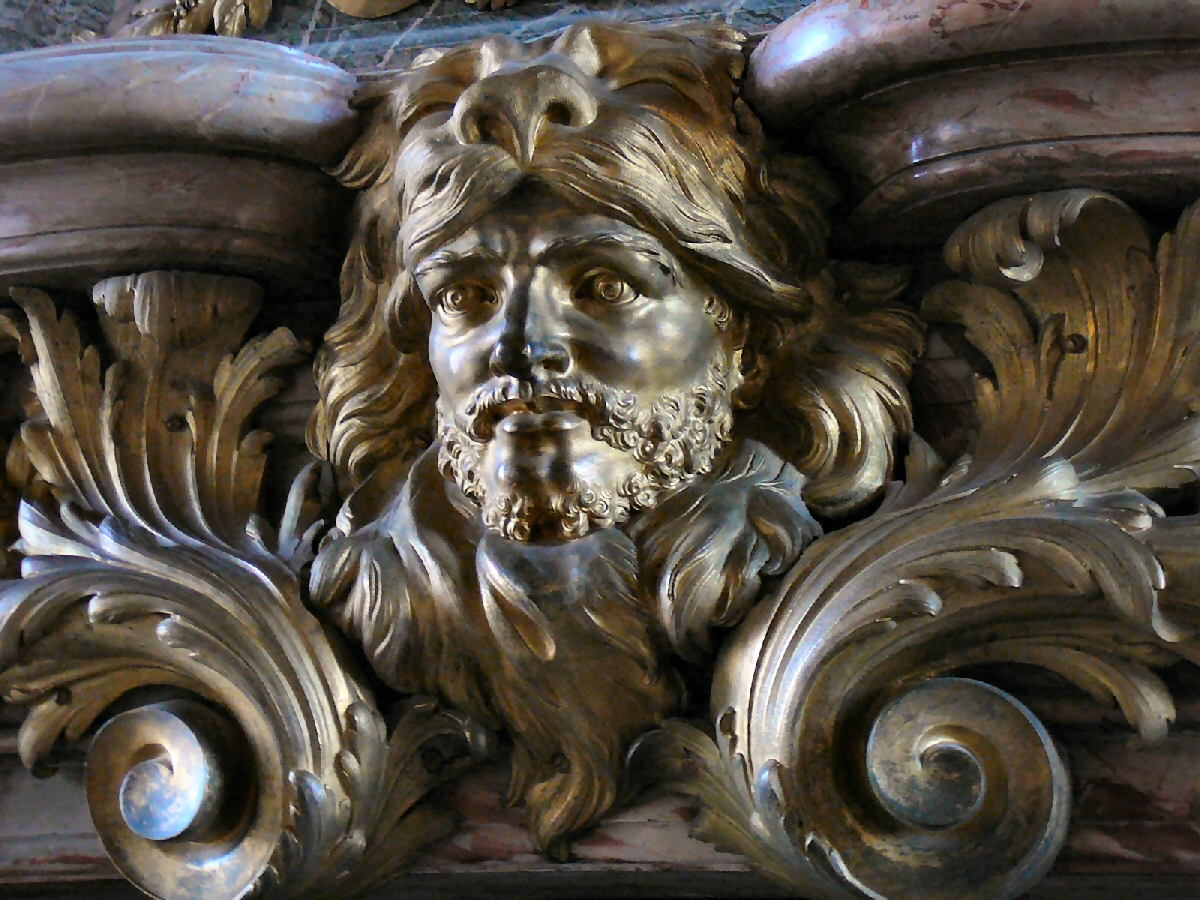

Відкритий для відвідування: щодня, за винятком понеділка.
Салон Геркулеса був перебудований з верхньої частини четвертої каплиці, яка була діючою до 1710 і веде до Північного крила. Роботи по створенню внутрішнього оздоблення салону доручили зятю та наступнику Жюля Ардуен-Мансара Роберу де Котту, який почав роботи у 1712, але через смерть Людовика XIV роботи були призупинені на 14 років. Їх продовжили 1729 року та закінчили 1736 року.
Стіни оздоблені поліхромним мармуром, що поєднується з двадцятю пілястрами, капітелі та основа яких виконані з позолоченої бронзи. Карніз прикрашений консолями та позолоченими бронзовими трофеями. Бронзове лиття роботи Антуана Вассе.
Недавно відреставрований розпис плафону виконаний Франсуа Лемуаном у 1733-1736 приніс художнику звання Першого королівського живописця. Він представляє «Апофеоз Геркулеса» та об'єднує 9 композицій і 142 фігури. Перша композиція зображує Геркулеса — переможця Вад та чудовиськ, який на колісниці запряженій геніями Мужності в'їжджає на Олімп. Юнона та Юпітер пропонують йому у дружини юну Гебу. У другій компзиції зображений Вакх, якого підтримує Пан. Зверху зображені Амфітрита та Меркурій, нижче них — Венера в оточені Грацій разом з Амуром, Пандорою і Діаною. Марс, Вулкан та амури об'єднані у третій композиції, а у четвертій зображені переможені Геркулесом вади. П'ята композиція зображує Кібелу у своїй колісниці, Мінерву, Цереру, Нептуна і Плутона. Еол, Зефір, Флора, яка грає гірляндою з амурами та Роса, що зрошує хмари зображені у шостій композиції. А внизу Сни обсипают маком сплячого Морфея. У сьомій композиції зображені Ірида, яку можна впізнати по райдузі та Аврора, а навколи них фігури, що символізують зірки. Вони напрявляють свій погляд на Муз, якими править Аполлон та геній Вишуканих мистецтв, що представляють восьму композицію. І в дев'ятій зображені брати Діоскури — Кастор та Поллукс. Селена у оточені дітей та фавнів символізує вакханалію на честь Геркулеса.
Над каміном з кольорового мармуру роботи Антуана Вассе висить картина Веронезе «Єліазар та Ревекка», а на протилежній стіні, на всю її величину, його ж картина «Вечеря у Симона Фарисея», виготовлена для трапезної монастиря Серві та подарована Венеційською республікою королю Франції у 1664. Рами обох картин виготовлені Жаком Вербектом.
Салон був урочисто відкритий 26 січня 1736 великим прийомом на честь старшої дочки Людовика XV та інфанта іспанського. З цього часу салон Геркулеса став головним бальним залом палацу.

### Салон Достатку
Розміри:
висота — 7,56 м

ширина — 7,55 м

довжина — 8,56 м

Відкритий для відвідування: щодня, за винятком понеділка.
У період існування на місці сучасного салону Геркулеса капели тут знаходився вестибюль до неї. Пізніше, після переобладнання капели у салон з цієї кімнати був зроблений вестибюль для кабінету Незвичайних та Рідкісних речей.
Плафонний розпис, виконаний Рене-Антуаном Уассом за ескізами Лебрена, зображує у центрі Велич Короля та Досягнення Вишуканих мистецтв. Їх оточують, натхненні королівською колекцією, зображення найцінніших предметів з неї, особливо т.зв. золотого «нефу».
Стіни по прикрашають портрети нащадків Людовика XIV. З боків від дверей знаходяться портрети його старшого сина, Великого Дофіна, Людовика Французького та старшого з онуків — герцога Бургундського. Зліва від портрета герцога знаходиться портрет іншого онука Короля-сонце, короля Іспанії Філіппа V, напроти нього — праонука, Людовика XV. Перші три картини намальовані Гіацинтом Ріґо, а останній Жаном-Батистом Ванлоо.
Під час правління Людовика XIV, при проведенні Вечорів у королівських апартаментах (по понеділках, середах та четвергах), цей салон грав роль буфету. На трьох накритих столах ставились напох та срібних посудинах.ї у золоти

### Салон Марса
Розміри:
висота — 9,20 м

ширина — 7,58 м

довжина — 17,53 м

Відкритий для відвідування: щодня, за винятком понеділка.
За плануванням — це перша кімната Великих апартаментів короля. Від початку вона призначалась для королівського караулу, чим і пояснюються військові мотиви у її оформленні.
Плафонний розпис роботи Одрана зображає «Марса на колісниці, що запряжена вовками». По обидві сторони від нього знаходяться картини: «Геркулес, який підтримує Перемогу» Жувене та «Жах, Страх та Лють, що заволодівають силами Землі» Рене Антуана Уасса.
З двох сторін від каміну знаходяться дві картини Шарля Лебрена — «Прочани в Еммаусі» (копія полотна Веронезе, оригінал якої знаходиться у Луврі) та «Родина Дарія біля ніг Александра». Над каміном робота Домінікена — «Цар Давид, який грає на арфі». На бічних стінах висять портрети Людовика XV та Марії Лещинської роботи Ван Лоо.
Над дверима знаходяться чотири картини роботи Симона Вуе, які замінили роботи Тиціана: алегорії Справедливості, Помірності, Сили та Обережності, що були створені до 1638 для замку Сен-Жермен. При Старому режимі вони, які і робота Домінікена, прикрашали взимку спальню короля. По кутках стін знаходиться позолочена штукатурка під мармур.
З 1684 в цьому салоні почали проводитись музичні концерти та бали у рамках «Вечорів у королівських апартаметах». Для цього було прибудовано дві мармурові трибуни по обидві сторони від каміну для музикантів. Ці трибуни були демонтовані 1750 року й домальовано для симетрії двоє несправжніх дверей. Тоді ж салон Марса набув свого сучасного вигляду.

### Салон Венери
Розміри:
висота — 8,90 м

ширина — 7,38 м

довжина — 13,27 м

Відкритий для відвідування: щодня, за винятком понеділка.
Салон Венери, це перша з кімнат Великих апартаментів короля до якої вів один з двох прольотів Посольських сходів, що були побудовані Франсуа д'Орбе за проєктом Лє Во і були знесені за наказом Людовика XV у 1752 році.
Цей салон отримав свою назву через розпис плафону, на якому Рене Антуан Асс зобразив «Венеру, що підкорила своїй владі богів та сили природи». В центрі цього розпису знаходиться Венера, що сидить у своїй колісниці, на голову якій три Грації покладають вінок. Венера тримає гірлянди з троянд, що обвивають Марса, Вулкана, Вакха, Нептуна та Юпітера. Гірлянди, що символізують пристрасть, продовжуються до кутів плафону, де Амури ними зв'язують Тита та Береніку, Антонія з Клеопатрою, Ясона з Медеєю і Тесея та Аріадну. Гризайлі на золотому фоні, що розташовані по обидві сторони від центрального сюжету зображують «Юпітера, який в образі бика викрадає Європу» та «Амфітріту верхи на дельфіні».
Як було зазначено вище сцени на античні сюжети зображені в камеях салону викликають аналогію до відповідних сюжетів з історії царювання Людовика XIV: розпис «Август, що відкриває кінні перегони» нагадує про змагання влаштовані у 1662 році. Композиція «Навуходоносор та Семираміда розводять Висячі сади» символізує розбудову Версальських парків. «Весілля Александра та Роксани» відсилає то весілля короля, а «Кир, що одягає обладунки для звільнення принцеси» нагадує про війну 1667 року за спадок королеви.
Стіни салону, як і салону Діани облицьовані мармуром, а дверні пройоми прикрашені мармуровими колонами іонічного ордеру. Бокові стіни прикрашають несправжні перспективи Жака Руссо, пензлю якого також належать полотна, що створюють ілюзію статуй Мелеагра і Аталанти. Напроти вікон, у центральній ніші, встановлена статуя молодого Людовика XIV роботи Жана Варена. З боків статуї встановлені античні бюсти — чоловічий та жіночий.
Через те, що коли проходили «вечори в апартаментах» в цьому залі розставлялись частування у вигляді джемів, свіжих та зацукрованих фруктів, в його центрі стоять два прикрашених мармуром столи.

### Салон Діани
Розміри:
висота — 8,70 м

ширина — 7,55 м

довжина — 10,34 м

Відкритий для відвідування: щодня, за винятком понеділка.
Як і до попереднього залу, до цього салону вели Посольські сходи, на які можна було вийти через праві двері в основній стіні.
На плафоні, завдяки розпису якого салон отримав свою назву, зображена «Діана, що керує полюванням та мореплавством». Богиню оточують зображення Нічних годин, одна з яких читає книгу, а іншій розкидаючи мак навіює сон Амур. Вранішні години підносять Діані квіти та росу. Як і наддвірні грізайлі, на тему культу Діани («Діана захисниця Арефуса», «Піднесення квітів», «Принесення у жертву Іфігенії») плафон належить пензлю Ґабріеля Бланшара.
В обрамленні каміну знаходиться невеличкий мармуровий барельєф, можливо, роботи Жака Сарразена, на якому зображена «Втеча до Єгипту». Над самим каміном висить картина Шарля де Лафоса — «Спасіння Іфігенії Діаною», а на протилежній до каміну стіні — картина Бланшара, яка зображує Діану, коли вона «забувши про своє відречення від кохання, приходить до Ендіміона». Біля стіни, що знаходиться навпроти вікон встановлений бюст короля Людовика XIV роботи Лоренцо Берніні в оточенні двох античних бюстів. До Революції в цьому салоні також знаходились чотири порфірові бюсти римських імператорів. Стіни зали прикрашені мармуром.
У часи Людовика XIV цей салон використовувався для гри у більярд. У центрі кімнати стояв вкритий червоним оксамитом із золотими китицями більярдний стіл. Біля стін були встановлені підвищення, які покривались розшитими золотом та сріблом перськими килимами. На підвищеннях сиділи жінки, що мали споглядати гру.

### Салон Меркурія
Розміри:
висота — 9,93 м

ширина — 7,58 м

довжина — 10,25 м

Відкритий для відвідування: щодня, за винятком понеділка.
Спочатку цей салон був антикамерою, що пізніше перетворилася на парадну спальню короля. Ліжко з розкішними розшитими золотом покривалами та балдахіном стояло за срібною балюстрадою. Срібними були також вісім канделябрів, люстра, стіл, рама для дзеркала та входили до відомого гарнітуру, що був розплавлений у 1689 році.
Розпис плафону виконаний Філіппом де Шампанем та представляє «Меркурія в колісниці, якого супроводжує Вранішня зоря». На вигинах стелі зображені «Александр, що зустрічається з індійськими послами», «Птолемей, що розмовляє із вченими зі всього світу» та «Александр, який наказує приносити тварин для того, щоб Арістотель міг зробити їх опис». В кутах стелі зображені медальйони підтримувані жінками та дітьми та оточені гірляндами квітів. В медальйонах знаходяться алегоричні фігури Королівської справедливості, Королівської влади, Пізнання прекрасних мистецтв та Анатомії. На стінах покритих розшитою золотом та сріблом парчею раніше висіли два твори Тиціана — «Прочани в Еммаусі» та «Покладення до гробу», які сьогодні знаходяться у Луврі.
Сьогоднішнє оформлення салону Меркурія надає уявлення про його вигляд у XVIII ст. Саме тоді стіни кімнати були оббиті темно-червоним дамаскином. Їх прикрашають портрети Людовика XV в коронаційному вбранні роботи Гіацинта Ріґо (1730) та Марії Лещинської Луї Токе (1740). Гобелен, який зображує аудієнцію дану королем папському легату в Фонтенбло у 29 липня 1664 року, був виготовлений для шпалер Історії короля на Гобеленовій мануфактурі.
В кімнаті, біля ліжка, стоїть механічний годинник, який Людовику XIV подарував відомий годинниковий майстер Антуан Моран 1706 року. Верхня частина корпусу годинника являє собою вітрину зі скла, рідкісних порід дерева та позолоченої бронзи. Кожну годину, коли годинник пробиває час, з'являється статуетка короля, яку автомат вінчає вінком тріумфатора. Два комоди, що зараз знаходяться у салоні походять з кімнати короля у Великому Тріаноні і були виготовлені в майстерні Шарля Буля у 1709 році.
Саме в цьому салоні проходили знамениті «ігри для членів королівської родини» під час Вечорів у королівських покоях. Також, тут жив протягом трьох тижнів герцог Анжуйський, перед від'їздом до Іспанії де він був проголошений королем.

### Салон Аполлона
Розміри:
висота — 9,90 м

ширина — 7,50 м

довжина — 10,25 м

Відкритий для відвідування: щодня, за винятком понеділка.
Із самого початку цей салон мав стати центром «геліоцентричної» системи Великих апартаментів короля. Виходячи з цього за своїм першим призначенням він мав бути королівською спальнею і отримав назву на честь давньогрецького бога сонця і світла Аполлона. Пізніше ця кімната стала тронним залом де проходили звичайні королівські аудієнції, остання — прийом посла Сефевідської держави- відбулася 13 серпня 1715 (при цьому для найурочистіших трон переміщувався у Дзеркальну галерею). Салон Аполлона був найрозкішнішим серед Великих апартаментів за своїм оздобленням.
На плафоні, який належить пензлеві Шарля де Лафосса, зображено «Аполлона у своїй колісниці, якого супроводжують фігура Франції та Пори року». В кутках знаходяться алегоричні зображення Чотирьох Континентів. В медальйонах, на згинах стелі зображені: «Коріолан, що знімає облогу Риму», «Веспасіан, який наказує будувати Колізей», «Август, що будує Мізенський порт» та «Пор перед Александром». Фігури Муз зі штукатурки під мармур підтримують головну картину. Сандрики зображують алегорію на народження дофіна роботи Бланшара та «Поголос, що розносить Славу Короля у Чотири частини світу» Боннемюра.
Шпалери, якими покривали стіни у часи Людовика XIV мінялись в залежності від пори роки. Зимою вони були з темночервоного оксамиту з термами, що несли на голові кошики вишиті золотом та сріблом. А влітку стіни прикрашали шпалери Миру розшиті золотом, сріблом та кольоровим шовком з пілястрами покритими золотом і сріблом міш шиттям. Взимку на стіни вішались картини «Томірис» Рубенса та «Подвиги Геркулеса» Гвідо Рені, що зараз знаходяться у Луврі.
Срібний трон заввишки 2,6 м стояв на престольному підвищенні покритому перським килимом, вишитим у золотистих тонах та з балдахіном над ним, гаки від якого збереглись досьогодні. Трон, як інші предмети Срібного гарнітуру був переплавлений у 1689 для оплати державного боргу. Над каміном висить парадний портрет Людовика XIV у коронаційних шатах роботи Ріґо (його оригінал зберігається зараз у Луврі) виготовлений для онука короля-короля Іспанії і у XVIII ст. до нього додався схожий портрет царюючого тоді Людовика XV роботи Кале.
Шість великих позолочених канделябрів входять до серії з 24, виконаних Туссеном Фоліо (з дітьми) та Огюстеном Пажу (жінки з рогом достатку) у 1769 для оздоблення Дзеркальної галереї.

### Салон Війни
Розміри:
висота — 10,26 м

ширина — 11,50 м

довжина — 10,26 м

Відкритий для відвідування: щодня, за винятком понеділка.
На місці теперішнього салону Війни був салон Юпітера або Великий кабінет короля прикрашений полонами, сюжет яких був присвячений цьому богові. Коли Ардуен-Мансар починає будувати Дзеркальну галерею, оздоблення цього салону було перенесено до нового Караульного залу королеви, а Мансар вимушений був перебудувати і цей його. Шарлю Лебрену було доручено створити новий декор залу, який він закінчив у 1686 році.
Як і стіни Дзеркальної галереї та симетричного до нього салону Миру Великих апартаментів королеви, стіни салону Війни прикрашені рідкісними породами мармуру з бронзовими позолоченими трофеями роботи золотих та срібних справ майстра Ладуаро та дзеркалами з Сен-Гобенської мануфактури. Маски та гірлянди над дверима символізують пори року. Шість бюстів римських імператорів з мармуру та порфіру належать до первісного оздоблення.
Куполоподібна стеля розписана Лебреном. У центрі плафону зображена озброєна Франція, що тримає щит з портретом Людовика XIV на ньому. ЇЇ оточують дві Вікторії, одна з яких символізує приєднання Страсбурга у 1681. На згинах стелі зображені «Німеччина на колінах з орлом», «Іспанія, що шле погрози, з левом, який гарчить» та «Голландія, яка впала на лева» — три держави, що об'єднались проти Франції у 1672 році. Там же зображена розгнівана богиня війни Беллона з алегоріями Повстання та Розбрату.
Більшу частину стіни, що межує з салоном Аполлона займає великий гіпсовий, під мармур, барельєф роботи Антуана Куазево. На ньому зображений Людовик XIV верхи, що розтоптує ворогів, а його вінчає Слава. Зверху знаходяться дві позолочені фігури Поголосу, які підтримують королівську корону, а знизу дві такі ж фігури зв'язаних квітами полонених. Камін закриває позолочений барельєф, який зображує Кліо, що пише Історію короля.

## Дзеркальна галерея
Розміри:
висота — 10,50 м

ширина — 12,30 м

довжина — 73,00 м

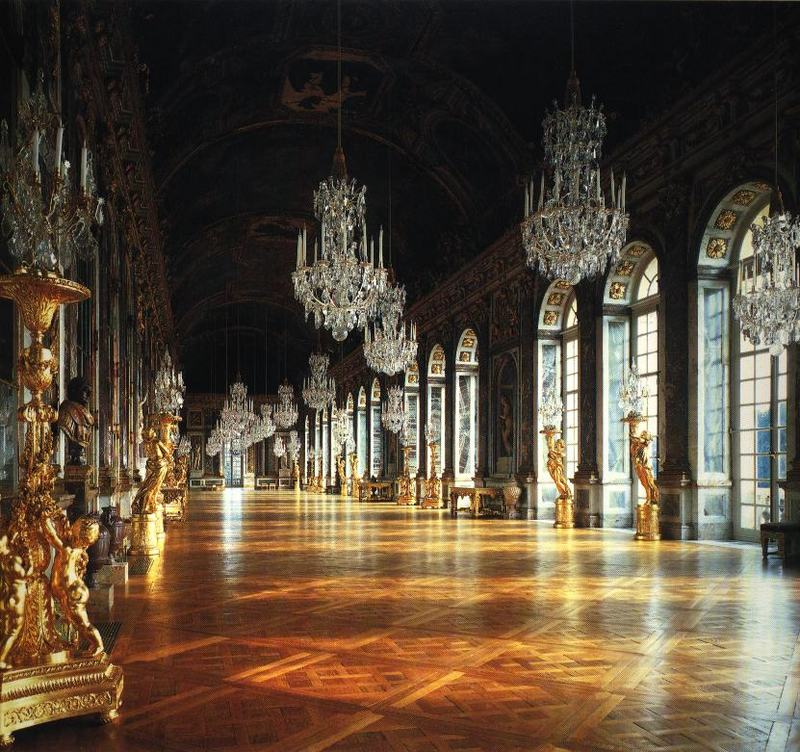

Відкритий для відвідування: щодня, за винятком понеділка.

У період перебудови замку Людовика ХІІІ Луї Лє Во на цьому місці знаходилась тераса. Та у 1678 р. на її місці, та на місці салонів Сатурна (перші два вікна галереї) та Венери (наступні два вікна галереї), Ардуен-Мансар будує Дзеркальну галерею.
З 1679 по 1689 р. над декором нової галереї працювали численні бригади майстрів декораторів під керівництвом Шарля Лебрена. 1679 року стіни були покриті мармуром, у 1680 р. були встановлені скульптури, а з 1681 по 1684 р.р. Лебрен виконує роботи по розмальовуванню стелі. Навпроти сімнадцяти вікон знаходяться стільки ж дзеркальних арок. Плафонний розпис Лебрена зображує перемоги та реформи короля у перший період його царювання (1661-1678).
Перше меблювання Дзеркальної галереї було переплавлене під час труднощів 1689 р. Існуючі меблі є частиною меблевого гарнітуру з позолоченого дерева замовленого у 1769 р. для весілля майбутнього Людовика XVI з Марією-Антуанеттою. Частина з нього також знаходиться у салоні Аполлона та була розсіяна у часи Революції. У галереї знаходяться великі вази з порфіру та оніксу, столи та 24 торшера, що були вилиті з оригінальних форм, які зберігаються сьогодні у Версальському музеї.
Дзеркальна галерея слугувала місцем урочистих аудієнцій та прийомів: у 1685 р. тут відбувся розкішний прийом на честь генуезького дожа, знаменитий прийом послів Сіаму у 1686 р. та у 1715 р. прийом перських послів. Тут відбувались розкішні бали на честь укладення шлюбів принцами крові, дітьми та онуками Франції. Навіть після Великої Французької революції у галереї відбувались важливі для історії Франції та всієї Європи події. Так, під час коронаційних урочистостей Наполеона папа Пій VII з'являвся на лоджії палацу, щоб благословити людей зібраних на терасі перед ним. А у 1871 р. Вільгельм I був проголошений саме тут імператором новоствореної Німецької імперії. 28 червня 1919 р. у Дзеркальній галереї Версальського палацу був підписаний Версальський мирний договір (1919).

## Великі апартаменти королеви

### Салон Миру
Розміри:
висота — 10,26 м

ширина — 11,55 м

довжина — 10,26 м

Відкритий для відвідування: щодня, за винятком понеділка.

Салон Миру розташований симетрично Салону Війни та відкриває Великі апартаменти королеви з боку Дзеркальної галереї. Раніше на його місці знаходився Великий кабінет королеви, але після побудови Дзеркальної галереї, він був повністю перебудований.

Його оформлення є також симетричним по відношенню до оформлення Салону Війни. Оздоблення зали було виконане одночасно із оздобленням двох інших зал ансамблю (іншого салону та галереї) під керівництвом Шарля Лебрена. Плафон прикрашає зображення Франції на колісниці запряженій горлицями, які символізують шлюби принців Бурбонського дому з представниками домів Баварії та Іспанії, що простягає оливкову гілку Ворогам, об'єднаних проти неї. На згинах стелі умиротворені Імперія, Іспанія та Голландія, зображені поряд з Християнською Європою, яка сидить на купі османської зброї та символізує перемогу над турками.

Овальна картина роботи Ле Мойна, яка висить над каміном, зображує Людовика XV у 19-річному віці, що простягає оливкову гілку Плодючості та Набожності, які простягли до нього руки. А розбрат не може відкрити двері храму Януса. Музичні інструменти, що прикрашають простінки виконані золотих та срібних справ майстром Ладуаро.

### Кімната королеви
Розміри:
висота — 10,26 м

ширина — 11,55 м

довжина — 10,26 м

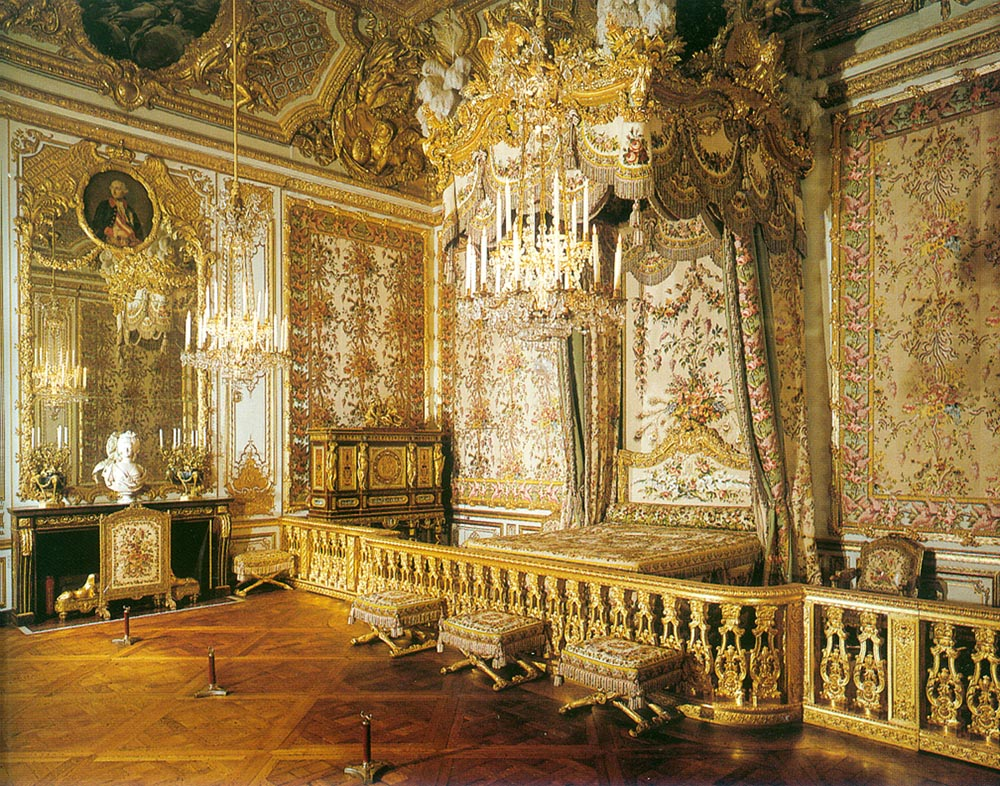

Відкрита для відвідування: щодня, за винятком понеділка.

Кімната королеви була головною серед інших кімнат Великих апартаментів королеви, їх центром, так само, як центром всього палацу мала бути спальня короля. Саме в цій кімнаті проходили щоденні церемонії одягання та роздягання королеви, які завжди збирали багато глядачів і тут королеви мали народжувати дітей.

Оздоблення цієї кімнати, як інших житлових приміщення Версалю часто змінювалось в залежності від її власниці або, навіть, пір року. Перші великі зміни інтер'єру були зроблені на замовлення дружини Людовика XV Марії Лещинської між 1730 та 1735 роками під керівництвом Робера де Котта та Жак-Анжа Ґабріеля. Роботи по дереву виконали майстри Дежулон, Легупіл та Верберкт. Над дверима повісили портрети п'яти вихованок заснованого королевою католицького притулку для дівчат. А стіни прикрашали портрети дофіна та його двох старших сестер, мадам Єлизавети і мадам Марії-Генрієтти пензля Жан-Франсуа де Труа, а навпроти них портрети молодших дочок короля і королеви — мадам Аделаїди та мадам Вікторії Жан-Марка Натуара. Стеля залишилась такою, якою вона була при Марії Терезі. Плафон був прикрашений золотими грізайлями, які зображали переплетені монограми короля і королеви. Всередині медальйонів по кутах плафону Франсуа Буше були намальовані фігури Милосердя, Достатку, Вірності та Обережності.

Наступне велике переоздоблення відбулось вже коли ці апартаменти займала Марія Антуанетта, яка дуже любила займатись переобмеблюванням та переоздобленням кімнат.

## Галерея

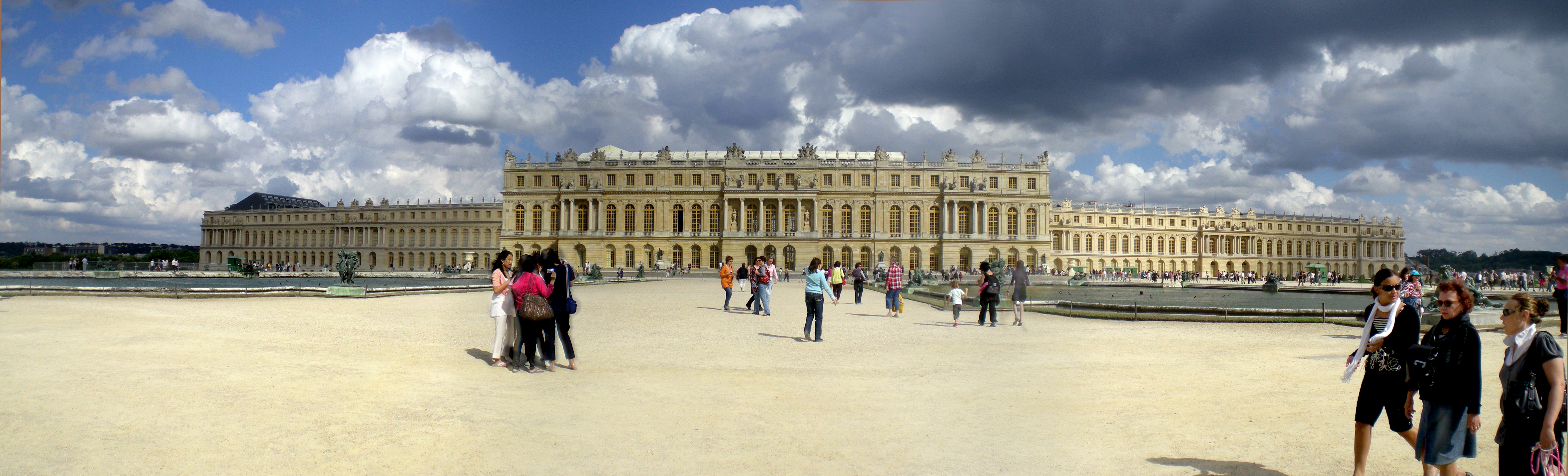
Панорамний вид з парку
Панорамний вид з міста

## Вплив на архітектуру
Багато палаців Європи було побудовано під безперечним впливом Версаля. До них відносяться палаци Сансусі в Потсдамі, Шенбрунн у Відні, Великі палаци в Петергофі та в Царському селі, Садиба Рапті в Лузі, Гатчині та Рундалі (Латвія), а також інші палаци на території Італії, Австрії та Німеччини, з яких Палац Людвіга II Баварського Герренкімзе є точним, але незакінченим відтворенням оригіналу.